# Carlos López
Carlos Ariel López Chimino (San Juan de la Frontera, 1977) est un joueur de rink hockey argentin qui évolue actuellement dans le club du SL Benfica.
Il a commencé à découvrir le rink hockey dans les catégories jeunes dans le club de l'Unión Vecinal de Trinidad, une équipe de sa ville natale. En 1997, il est recruté par le club galicien de La Corogne, le HC Liceo. Lors de sa dernière saison dans le club galicien (2003/2004), il enregistre des statistiques impressionnantes, finissant meilleur buteur du championnat avec 30 réalisations en 33 matchs. Il signe pour la saison 2004/2005 dans le prestigieux club du FC Barcelone, constituant l'unique renfort de l'équipe catalane cette année.En 2011, après 6 saisons dans le club catalan, il est transféré au SL Benfica, au Portugal

## Palmarès

### UV Trinidad
- 1 Ligue nationale (1995)
- 1 Championnat sud américain (1997)

### HC Liceo
- 1 Coupe d'Europe (2002/03)
- 1 Coupe continentale (2002/03)
- 1 Coupe intercontinentale (2004)
- 1 Coupe CERS (1998/99)
- 1 Copa du Roi / Coupe d'Espagne (2004)

### FC Barcelone
- 3 Ligues des champions / Ligue européenne (2004/05, 2006/07, 2007/08)
- 5 Coupes continentales (2003/04, 2004/05, 2005/06, 2006/07, 2007/08)
- 2 Coupes intercontinentales (2006, 2008)
- 1 Coupe CERS (2005/06)
- 3 Supercoupes d'Espagne (2003/04, 2004/05, 2006/07)
- 5 Ligues espagnoles / OK Liga (2004/05, 2005/06, 2006/07, 2007/08, 2008/09)
- 2 Copa du Roi / Coupe d'Espagne (2005, 2007)

### SL Benfica
- 1 Coupe intercontinentale (2013/14)
- 2 Coupes continentale (2011/2012, 2013/14)
- 1 Ligues des champions / Ligue européenne (2012/13)
- 1 Supercoupe du Portugal (2011/13)
- 2 Championnats du Portugal (2011/12, 2014/15)
- 2 Coupes de Portugal (2013/2014, 2014/2015)

### Sélection d'Argentine
- 2 Championnat du monde A (1999, 2015)
- 1 Championnat panaméricain (1995)